# Cape Adriasola
Cape Adriasola (hiszp. Cabo Adriasola) – charakterystyczny, pokryty lodem przylądek położony na południowo-zachodnim krańcu Wyspy Adelajdy, w północnej części Zatoki Małgorzaty, naprzeciwko zachodniego wybrzeża Półwyspu Antarktycznego. Został odkryty i zmapowany w styczniu 1909 roku przez Francuską Ekspedycję Antarktyczną dowodzoną przez Jeana-Baptiste’a Charcota, który nazwał go na cześć swojego chilijskiego przyjaciela, J. Adriasoli z miasta Punta Arenas, który wspierał wyprawę.